# Mære
Mære is een plaats in de Noorse gemeente Steinkjer, provincie Trøndelag. Mære telt 462 inwoners (2007) en heeft een oppervlakte van 0,47 km².

## Ligging
Het dorp ligt 10 kilometer ten zuiden van Steinkjer aan de E6, de hoofdverbinding van Oslo naar de Noordkaap. Ook Nordlandsbanen loopt langs het dorp. Bij het dorp was ook een stopplaats, maar die is jaren buiten gebruik. In 2001 werd deze ook formeel opgeheven.

## Kerk

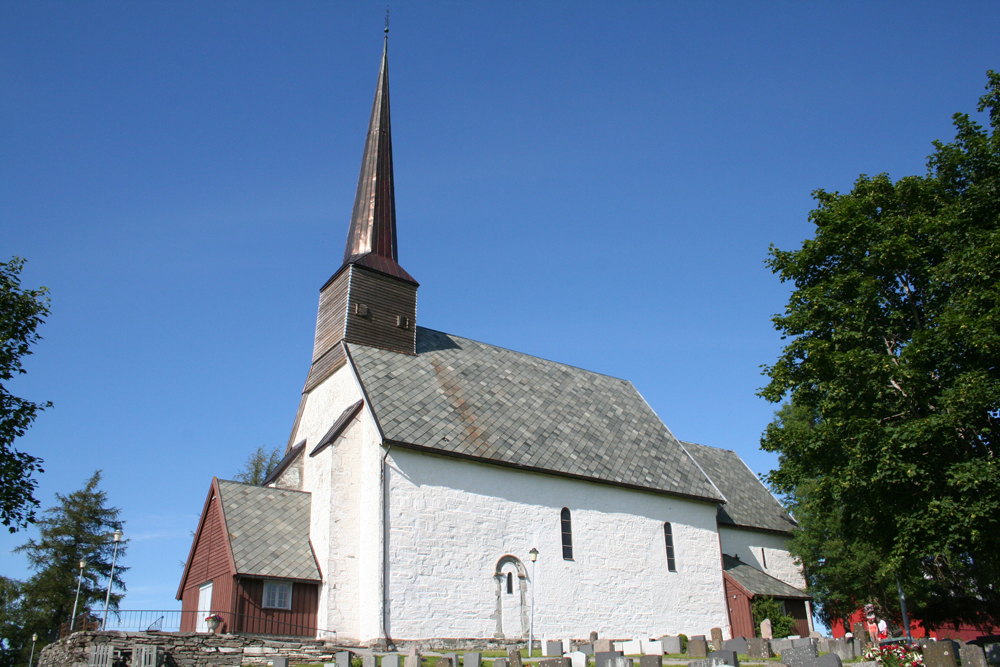

Het dorp heeft een middeleeuwse kerk, waarvan de oudste delen stammen uit de tweede helft van de dertiende eeuw. Deze oudste delen van het stenen gebouw zijn het koor en het aangrenzende deel van het schip. Deze delen zijn waarschijnlijk gebouwd tegen een oudere houten kerk. Na voltooiing van de  nieuwe kerk is de houten kerk verwijderd.